# Maria Ylipää
Maria Mikaela Markuntytär Ylipää (Ylöjärvi, 8 agosto 1981) è un'attrice e cantante finlandese.

## Biografia
Maria Ylipää si è diplomata dal liceo a Tampere nel 2000 e ha concluso i suoi studi di recitazione all'Accademia teatrale di Helsinki nel 2005. Il suo primo grande riconoscimento come attrice è stato il premio Kultainen Venla per la migliore attrice dell'anno nella serie Aallonmurtaja.
Parallelamente, ha avviato una carriera musicale che l'ha portata a cantare prima come corista per artisti affermati, e poi, nel 2010, a pubblicare il suo album di debutto in collaborazione con Emma Salokoski, Omani uni, che ha debuttato al 40º posto nella top 50 finlandese, seguito nel 2013 da Onerva, che ha raggiunto la 23ª posizione. Dal 2017 si esibisce insieme al suo gruppo di musicisti come Maria Ylipää ja Ystävät.

## Filmografia

### Cinema
- Keisarikunta, regia di Pekka Mandart (2004)
- Miss Farkku-Suomi, regia di Matti Kinnunen (2012)
- Ollaan vapaita, regia di Oskari Sipola (2015)
- Tappajan näköinen mies, regia di Lauri Nurkse (2016)
- Baby Jane, regia di Katja Gauriloff (2019)
- Täydellinen joulu, regia di Taru Mäkelä (2019)

### Televisione
- Rikospoliisi Maria Kallio – serie TV (2003)
- Pietà, regia di Selma Vilhunen – film TV (2007)
- Kivat piipussa, regia di Taneli Mäkelä – film TV (2009)
- Tappajan näköinen mies – serie TV (2011)
- Moska – serie TV (2011)
- Luottomies – serie TV (2016–18)
- Aallonmurtaja – serie TV (2017–19)
- Arctic Circle – serie TV (2018–19)

## Discografia

### Album
- 2010 – Omani uni (con Emma Salokoski)
- 2013 – Onerva

### Singoli
- 2017 – Aasi ja timpurin muija